# Mistrzostwa Świata w Hokeju na Lodzie 2020 (III Dywizja)
Mistrzostwa Świata w Hokeju na Lodzie III Dywizji 2020 miały być rozegrane w dniach 19–25 kwietnia 2020 (Grupa A) oraz 20-23 kwietnia 2020 (Grupa B).
Do mistrzostw III Dywizji miało przystąpić 10 zespołów, które zostały podzielone na jedną grupę sześciozespołową, oraz na drugą czterozespołową. Zgodnie z formatem zawody III Dywizji miały odbyć się w dwóch grupach: Grupa A w Luksemburgu (Kockelscheuer), zaś grupa B w Południowoafrykańskim (Kapsztadzie). Reprezentacje rywalizować miały systemem każdy z każdym.
Hale, w których miały odbyć się zawody:
- Patinoire de Kockelscheuer w Kockelscheuer – Dywizja IIIA,
- Ice Station w Kapsztadzie – Dywizja IIIB.

Turnieje zostały odwołane z powodu pandemii COVID-19.